# Mack Trucks
Mack Trucks, Inc. ist ein US-amerikanischer Nutzfahrzeughersteller. Das Unternehmen wurde 1900 als Mack Brothers Company gegründet und ist seit 2001 Teil der schwedischen Volvo Group.

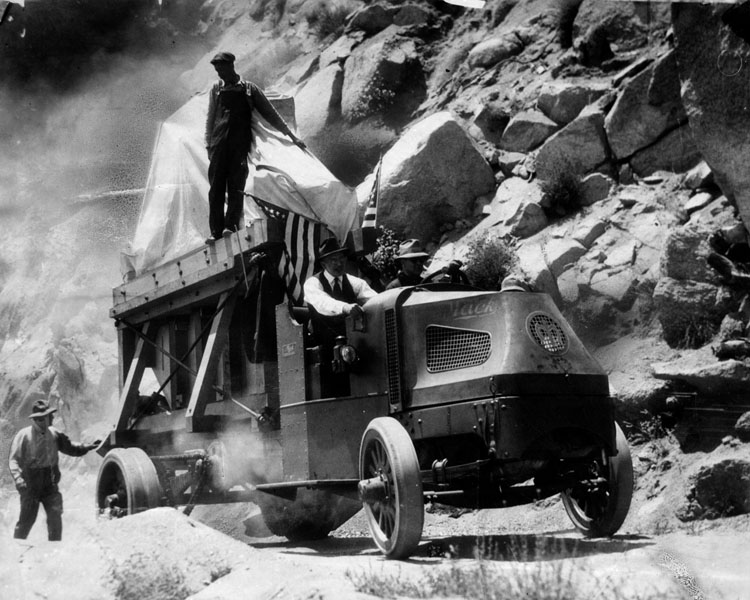
Mack AC-Serie Lastwagen 1917 in Kalifornien unterwegs

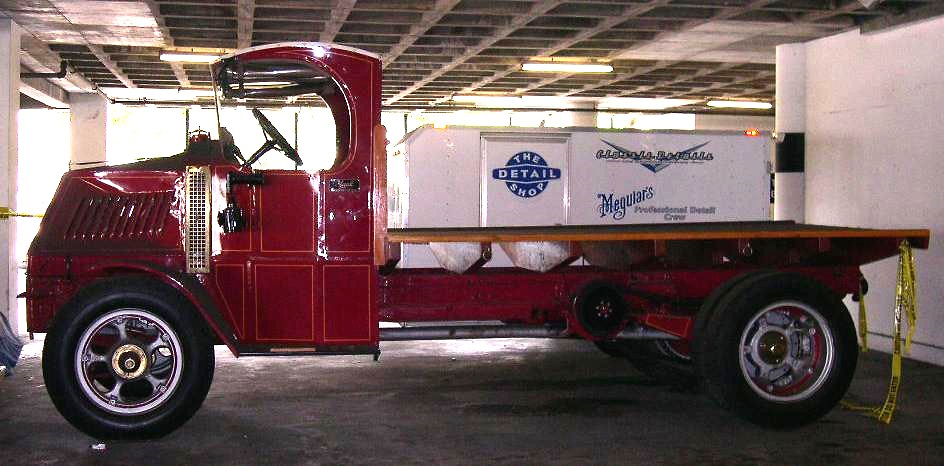
Mack AC-Serie Lastwagen aus den 1920er Jahren in einem Museum in Los Angeles

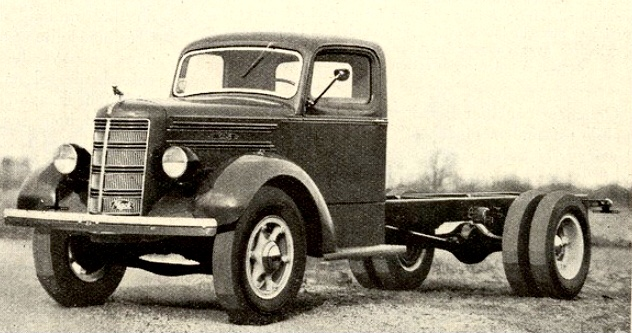
Mack E.G. (8t) von 1938

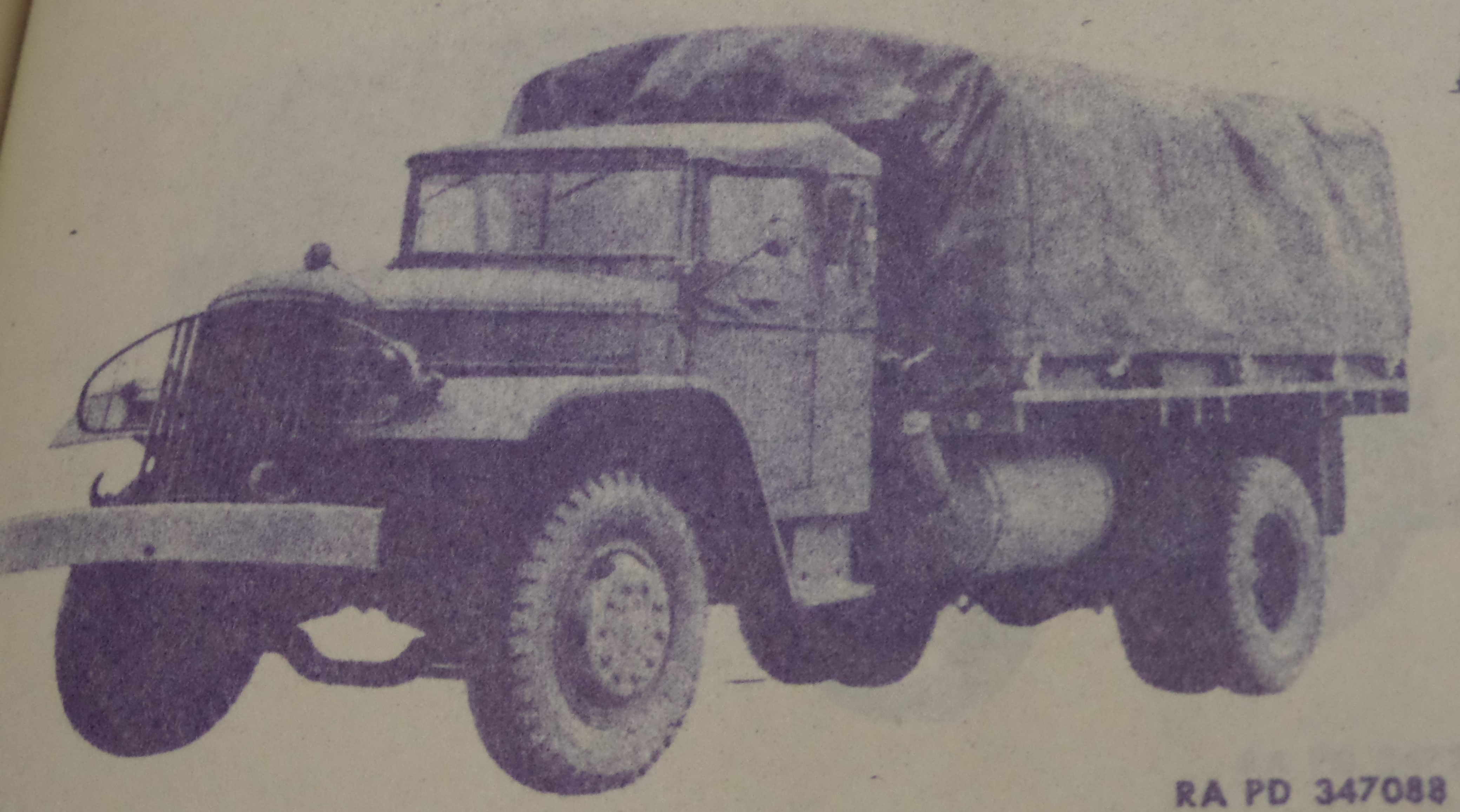
Mack EH Modell 1943

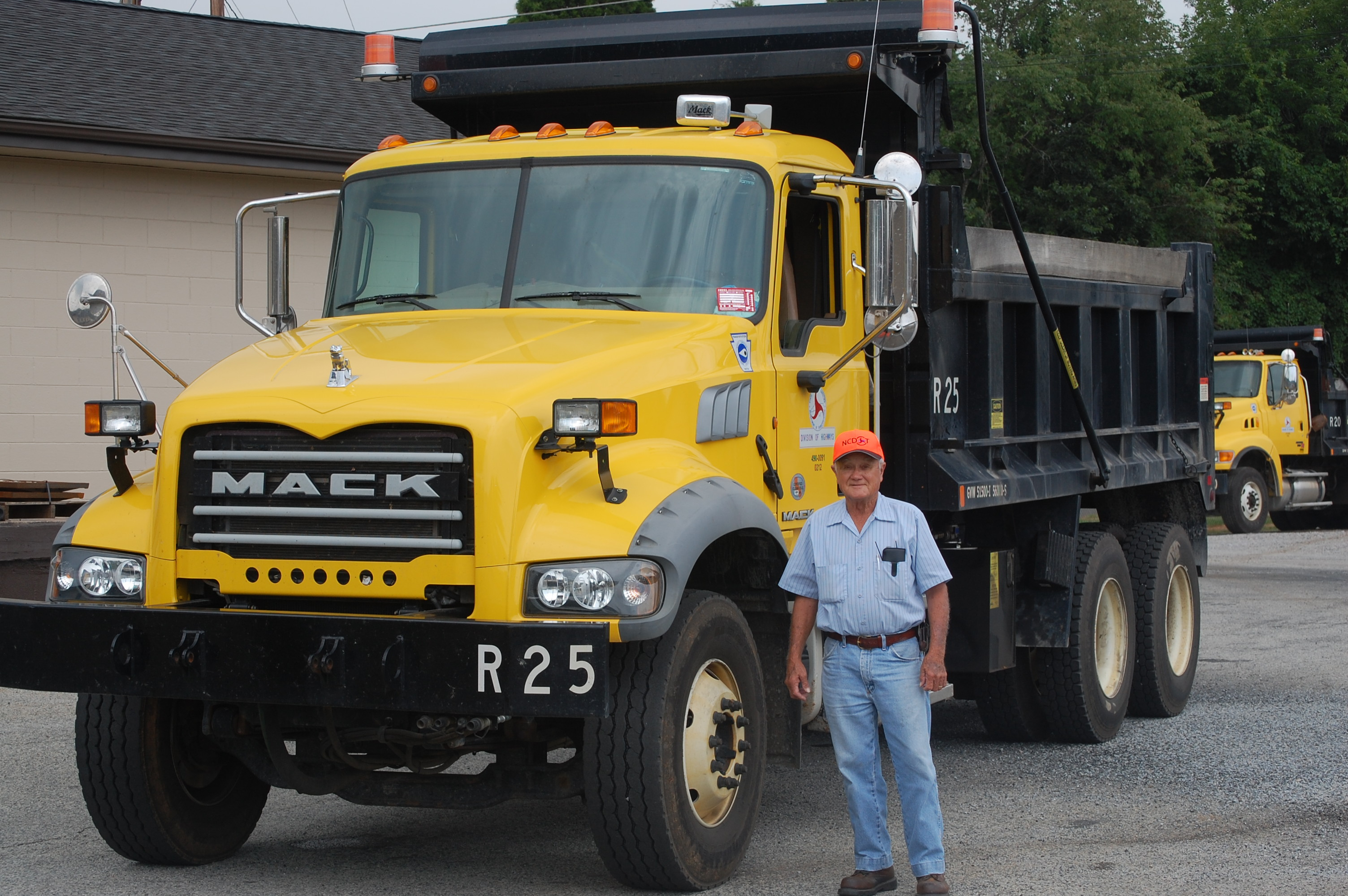
Mack Granite Muldenkipper und sein Fahrer 2011 in North Carolina

## Produkte
Die Marke Mack ist in den USA vor allem für schwere Lastkraftwagen für Fernverkehr und Bauwirtschaft bekannt. Sie hat den Ruf, robuste Fahrzeuge herzustellen, was in die amerikanische Redewendung „built like a Mack Truck“ Eingang gefunden hat. Wie für nordamerikanische Lkw-Hersteller üblich, spielen Langhauber-Fahrzeuge, die dort besonders bei selbständigen Truckern große Beliebtheit genießen, im Programm von Mack eine wichtige Rolle. Ungewöhnlich für US-Hersteller ist dagegen, dass Mack traditionell die Dieselmotoren und Getriebe für die eigenen Fahrzeuge selbst entwickelt, während bei anderen nordamerikanischen Schwerlastwagen diese Teile gewöhnlich von Zulieferern stammen (Dieselmotoren z. B. von Caterpillar oder Cummins, Getriebe von Eaton oder Allison) und vom Käufer frei ausgewählt werden können – eine Option, die Mack bei einigen Modellen allerdings auch bietet.

## Geschichte
Das Unternehmen ging aus der Stellmacherei Fallesen & Berry im New Yorker Stadtteil Brooklyn hervor, die 1893 von den Brüdern John M. Mack und Augustus F. Mack erworben wurde. Bald danach nahm die Firma, ab 1900 unter dem Namen Mack Brothers Company, den Automobilbau auf und zog 1905 nach Allentown in Pennsylvania um. Im Jahr 1911 verkauften die zuletzt fünf beteiligten Brüder Mack ihr Unternehmen. Ein maßgeblicher neuer Investor war das Bankhaus J.P. Morgan, welches außerdem auch Anteile an der Saurer Motor Company in Plainfield (New Jersey) hielt, die Schweizer Saurer-LKW in Lizenz produzierte. Auf Betreiben der Bank wurden beide Gesellschaften am 23. September 1911 zur International Motor Truck Company zusammengelegt. Das Aktienkapital betrug 2,6 Millionen US-Dollar; beide Marken blieben vorerst erhalten. Die neue Holdinggesellschaft koordinierte die Verkäufe der Saurer Motor Company und in Mack Brothers Motor Car Company umbenannten Hersteller.
Im Ersten Weltkrieg lieferte Mack über 6000 Lastwagen an die Armeen der USA und Großbritanniens, was zur Grundlage für die besondere Reputation der Mack-Fahrzeuge wurde. Britische Soldaten verglichen das Aussehen der Mack-Lastwagen damals mit Bulldoggen, wodurch die Bulldogge zum Maskottchen der Marke wurde und bis heute geblieben ist. Die Legende der Mack-Trucks ist in vielen amerikanischen Filmen genutzt, fortgeschrieben und verewigt worden.
1922 erfolgte eine weitere Reorganisation. Saurer wurde aufgegeben, Mack wurde zur Mack Truck, Inc. Zum Vertrieb der Mack Trucks wurde die International Mack Truck Company gegründet, deren Leitung dem langjährigen Saurer-Verkaufsleiter Robert Edison Fulton anvertraut wurde.
1938 stellte Mack den ersten eigenen Dieselmotor vor.
Im Zweiten Weltkrieg war Mack Trucks ein wichtiger Lieferant für schwere Lastkraftwagen für die alliierten Streitkräfte. Zwischen 1941 und 1945 lieferte das Unternehmen 35.096 Fahrzeuge an die Streitkräfte der Vereinigten Staaten, Großbritanniens, Frankreichs und Kanadas. Die militärischen Modelle der "N"-Serie stellten dabei mit 26.965 den größten Anteil. Im Weiteren wurden Fahrzeuge in kommerzieller Ausführung geliefert, wie Lastkraftwagen, Geländefahrzeuge, Feuerwehrfahrzeuge, Anhänger und Omnibusse. 
Die Fertigung von militärischen Lastkraftwagen bei Mack wurde bereits in den Jahren 1939 und 1940 mit Lieferungen von mehreren hundert Fahrzeugen der Typen NR4 und EXBU für die französischen und britischen Streitkräfte hochgefahren. 
Das Modell NJU, ein 4x4-Allradfahrzeug in der 5-bis-6-Tonnen-Klasse wurde bis 1942 für die US Army gefertigt. Der Typ Mack NO wurde zwischen 1940 und 1945 mit einer Stückzahl von 2053 produziert. Der 7,5-Tonner war mit seinem 6x6-Antrieb eines der wichtigeren Militärmodelle, da er beim Transport besonders schwerer Lasten und insbesondere auch als Zugfahrzeug für schwere Geschütze, wie die 155-mm-Gun M1, verwendet wurde. 
Weiterhin lieferte Mack 2600 Antriebseinheiten für Kampfpanzer der US-Streitkräfte. Das Werk in Allentown, Bus Plant (5C), baute das Schwimmflugzeug Vultee PBY Catalina und Teile für die BT-13 Valiant Trainer. Auch die Bomber vom Typ B-24 Liberator wurden dort gebaut. 
Das Unternehmen Mack Truck liegt beim Wert der vergebenen militärischen Aufträge während des Zweiten Weltkriegs auf Rang 63.
1956 wurde die Brockway Motor Company aufgekauft und als Brockway Motor Trucks bis 1977 weitergeführt. 1964 plante Chrysler, Mack zu übernehmen, gab dieses Ansinnen aufgrund von kartellrechtlichen Bedenken jedoch auf.
Der Renault-Konzern erwarb 1979 10 Prozent der Anteile an Mack Trucks, stockte seine Beteiligung 1982 erst auf 20 %, dann 1983 auf 40 % auf und gab sie 1987 an die eigene Nutzfahrzeug-Tochtergesellschaft Renault Véhicules Industriels (kurz: RVI) ab. Schließlich wurde Mack Trucks 1990 vollständig von RVI übernommen. Im Jahr 2001 wurde Mack gemeinsam mit RVI (seit 2002 Renault Trucks) Teil des Volvo-Konzerns. Der Unternehmenssitz wurde 2009 nach Greensboro in North Carolina verlegt.

## Personenkraftwagen
Die Brüder stellten 1894 einen Dampfwagen und 1896 ein Elektroauto her. Dies blieben Prototypen. Zwischen 1903 und 1904 entstanden mehrere Fahrzeuge mit Ottomotoren. Sie wurden unter dem Markennamen Manhattan vertrieben.

## Lokomotiven

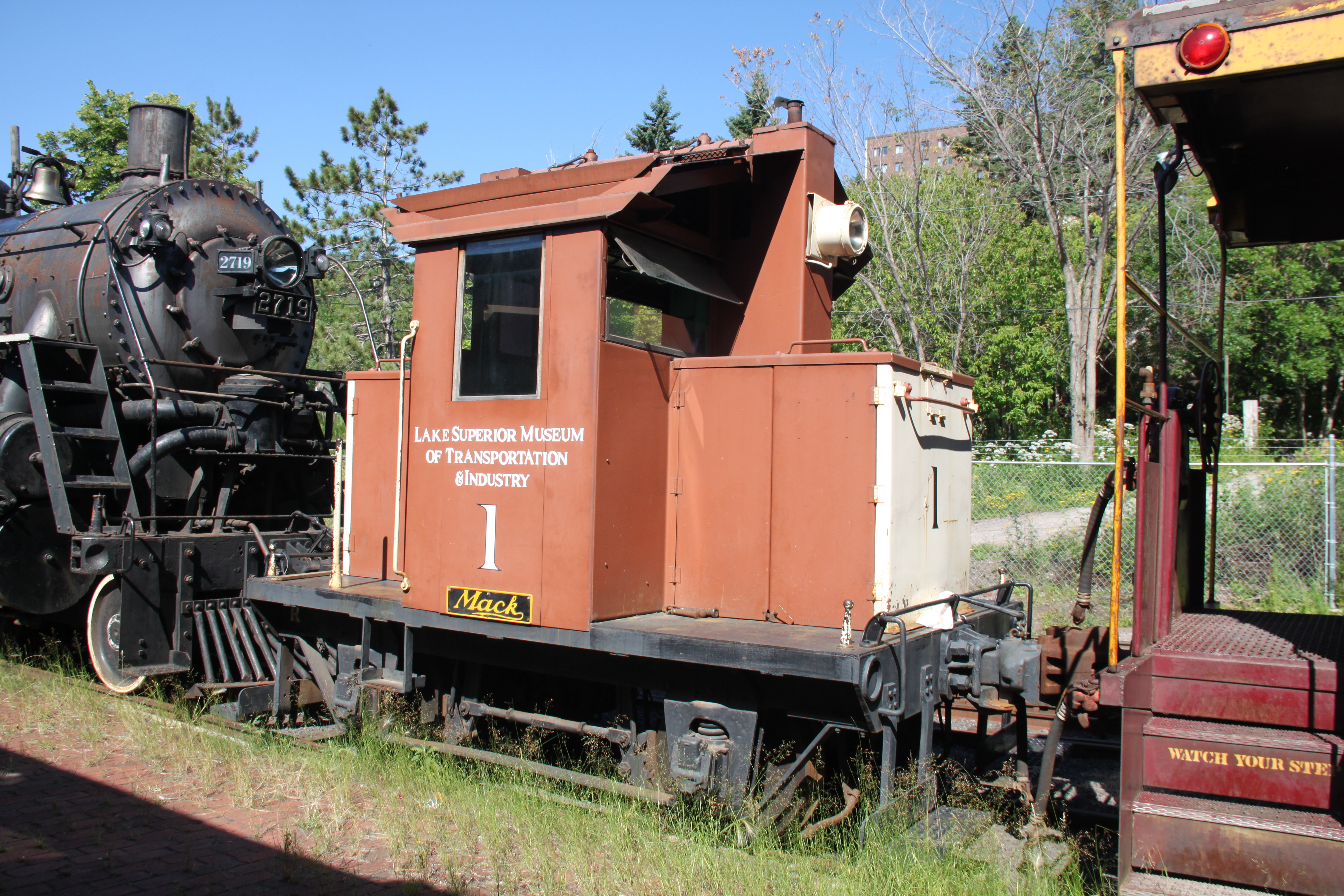
Lok Nr. 1 des Lake Superior Railroad Museums

Neben Lastwagen stellte Mack Trucks in den 1920er bis in die frühen 1930er Jahre auch insgesamt 21 Lokomotiven her. Sie erreichten dabei ein Gewicht von 12 bis 80 Tonnen. Die Motoren wurden als 4-Zylinder-Motoren mit 85 PS und 6-Zylinder mit 135 PS gebaut. Es gab kleine 2-achsige Loks sowie größere Modelle mit zwei Drehgestellen mit je zwei oder drei Achsen. Die größeren Lokomotiven wurden dann von mehreren Mack-Motoren angetrieben. Bis heute ist unter anderem die 2-achsige 15-Tonnen-Lok des Lake Superior Railroad Museums erhalten geblieben und dort als Rangierlok in Betrieb.

## Rezeption in den Medien

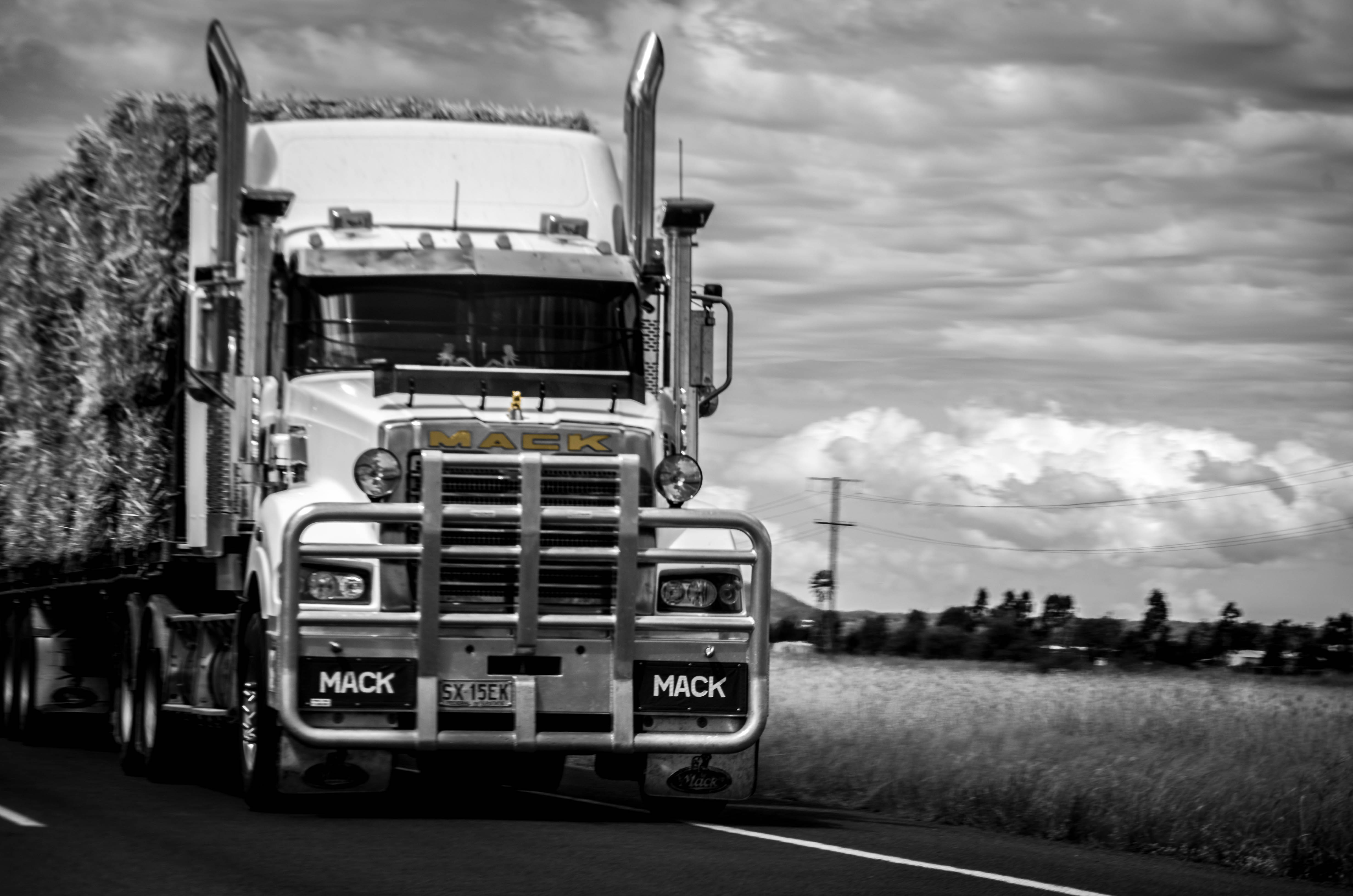

Mack-Lastkraftwagen kommen z. B. in den Filmen Mad Max II – Der Vollstrecker, Cars, Convoy, Es war einmal in Amerika, Der Rammbock und in der deutschen Fernsehserie
Auf Achse vor.